# Ênio Ângelo Vecchi
Ênio Ângelo Vecchi (San Paolo, 14 settembre 1959) è un allenatore di pallacanestro brasiliano.

## Carriera
Ha guidato il Brasile ai Campionati americani del 1993 e ai Campionati mondiali del 1994.
Ha inoltre guidato la Nazionale femminile ai Campionati americani del 2011 e ai Giochi panamericani di Guadalajara 2011.